# Fuente el Saz de Jarama
Fuente el Saz de Jarama est une commune de la communauté de Madrid, en Espagne.